# Editorial Galaxia
Editorial Galaxia és una editorial gallega fundada el 25 de juliol de 1950 a Vigo. Es tracta de l'empresa editorial amb més significat històric de quantes existeixen a Galícia. Ha editat al voltant de 2.000 volums i té en catàleg uns 1.000 títols. El seu director actual és l'escriptor Francisco Castro Veloso, que succeí el 2016 a Víctor Fernández Freixanes, i el president del consell d'administració és Xaime Isla Couto.
Entre els fundadors de l'editorial, que va aglutinar el bo i millor de la intel·lectualitat gallega, hi havia Ramón Otero Pedrayo, Francisco Fernández del Riego, Ramón Piñeiro (el seu primer director literari i el seu gran animador intel·lectual) i altres. La vocació del projecte era recuperar per al gallec la seva significació històrica i el seu valor cultural tant en la creació com en la transmissió del pensament. Domingo García-Sabell, Xan Rof Carballo, Celestino Fernández de la Vega, Ramón Piñeiro, Xaime Isla Couto i Francisco Fernández del Riego van configurar un nucli de pensament que en la història de la literatura gallega contemporània es coneix com a grup Galàxia, cèl·lula activa de creació intel·lectual, a la recerca d'un discurs modern i universalista.
L'origen intel·lectual de Galàxia està en el «Suplemento del Sábado» del periòdic compostel·là La Noche; encara que suspès aviat per l'administració franquista, en ell van començar a col·laborar moltes persones que després van configurar el fons de l'editorial. El primer llibre publicat fou Antífona da cantiga (1951), de Ramón Cabanillas. Simultàniament a la labor d'edició de llibres, Galàxia va començar en 1951 a publicar una revista cultural, els Cadernos Grial (que aviat fou prohibida i no va tornar a circular fins a 1963). Així mateix, l'editorial ha propulsat la creació de diverses fundacions culturals, com la Fundació Penzol, la Fundació Otero Pedrayo i la Fundació Isla Couto, i alguna revista més, com entre 1958 i 1968 la Revista de Economía de Galicia.
En 1985, Carlos Casares va assumir la direcció de l'editorial i en va animar un important procés d'actualització i modernització. S'impulsa el disseny, la col·lecció de literatura infantil i juvenil, Árbore i Costa Oeste, l'edició d'obres d'assaig, diccionaris, gramàtica i material escolar. La "Biblioteca Básica da Cultura Galega" va reunir en 51 títols el més destacable de la història i cultura de Galícia.
Entre els seus directors es troben Francisco Fernández del Riego, Ramón Piñeiro, Carlos Casares (director també de Galaxia entre 1985 i 2002) i, en l'actualitat, Víctor Fernández Freixanes amb Henrique Monteagudo. En la presidència del consell d'administració editorial va haver-hi Ramón Otero Pedrayo (1950-1976), Domingo García-Sabell (1976-1980), Marino Dónega (1980-1996) i Xaime Isla Couto.